# Aikhal
Aikhal - Айхал (rus) és un possiólok de la República de Sakhà, a Rússia. Aikhal és a la vall del riu Viliüi, a 60 km al sud d'Udatxni i a 500 km al nord-est de Mirni. La vila fou fundada el 1961 com un poblat per als treballadors de les mines de diamant que hi havia a la zona. Rebé l'estatus de possiólok (poble) l'any següent.